# Pelourinho de Carvalho
O Pelourinho de Carvalho é um pelourinho situado na freguesia de Carvalho, no município de Penacova, distrito de Coimbra, em Portugal.
Está classificado como Imóvel de Interesse Público desde 1933.